# Oscar Van den Eynde
Denis Joannes Oscar Van den Eynden (Mechelen, 16 maart 1867 - Antwerpen, 2 november 1936) was een Belgisch wielrenner.
In 1890 werd hij derde bij het nationaal kampioenschap op de baan voor amateurs in de sprint en de 10 km. Het kampioenschap werd dat jaar betwist in Leuven. In 1891 vond het Belgisch kampioenschap plaats in Brussel. Van den Eynde werd de laureaat in twee disciplines op de baan. Bij de amateurs in de sprint, bij de eliterijders bij de 10 km. Hij won dat jaar ook de "Course La Coulisse théâtrale et Sportive", een wedstrijd die in Brussel startte en eindigde en daartussen over Antwerpen, Herentals, Aarschot en Leuven reed.
Op 30 juli 1897 verbrak hij het werelduurrecord op de toen nog nieuwe Vélodrome de Vincennes in Parijs met een afgelegde afstand van 39,240 km.  Het record stond toen drie jaar op naam van Jules Dubois die 38,220 km reed, eveneens in Parijs, wel op de Velodroom Buffalo. Hij werd daarmee de eerste Belgische werelduurrecordhouder, en zou pas in 1967 in die prestatie vergezeld worden door eerst Ferdinand Bracke, en later nog Eddy Merckx en Victor Campenaerts.
Oscar Van den Eynden's jongere broer Hippolyte was ook actief als wielrenner.